# 한조몬역
한조몬역(일본어: 半蔵門駅)은 일본 도쿄도 지요다구 고지마치에 있는 철도역이다.

## 타는 곳
| 1 | 한조몬 선 | 나가타초・시부야・주오린칸 방면     |
| 2 | 한조몬 선 | 오시아게・구키・미나미쿠리하시 방면 |

## 역세권 정보
- 고지마치 역(도쿄 지하철 유라쿠초 선, 환승역이 아님)
- 주일 대사관
  -  영국
  -  포르투갈
  -  바티칸 시국(로마 교황청)
- 고쿄
  - 한조몬

## 역사
- 1982년 12월 9일: 영업 개시.

## 사진

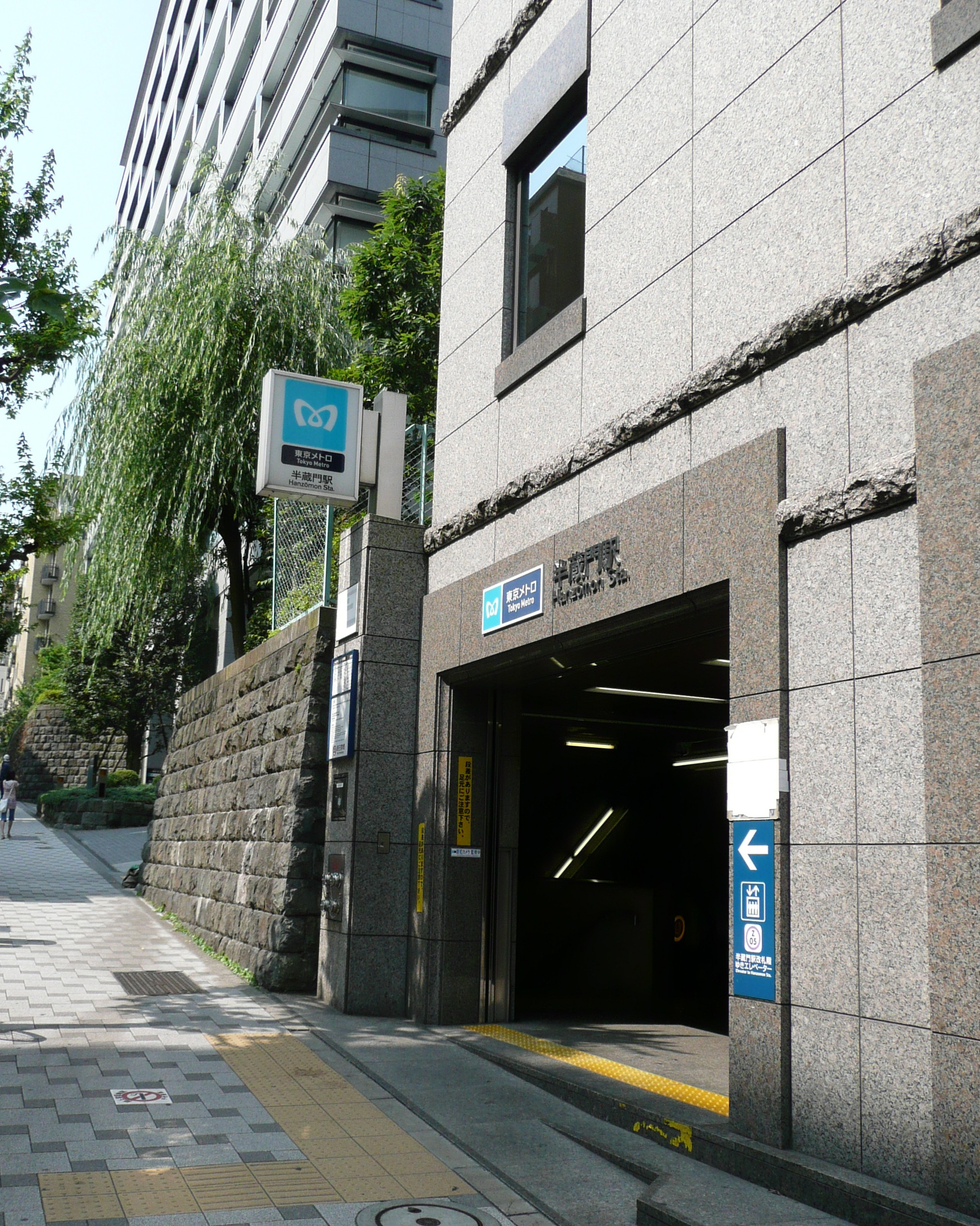
5번 출입구 모습

## 인접역
| 도쿄 메트로 11호선       | 도쿄 메트로 11호선 | 도쿄 메트로 11호선         |
| ------------------------ | ------------------ | -------------------------- |
| Z04 나가타초 시부야 방면 | 한조몬 선          | Z06 구단시타 오시아게 방면 |